# يو إف سي 259
يو إف سي 259: بلاهوفيتش ضد أديسانيا (بالإنجليزية: UFC 259: Błachowicz vs. Adesanya)‏ هو حدث لفنون القتال المختلطة نظمته يو إف سي، أُقيم في 6 مارس 2021، على يو إف سي أبيكس في إنتربرايز، نيفادا، الولايات المتحدة.